# Cement

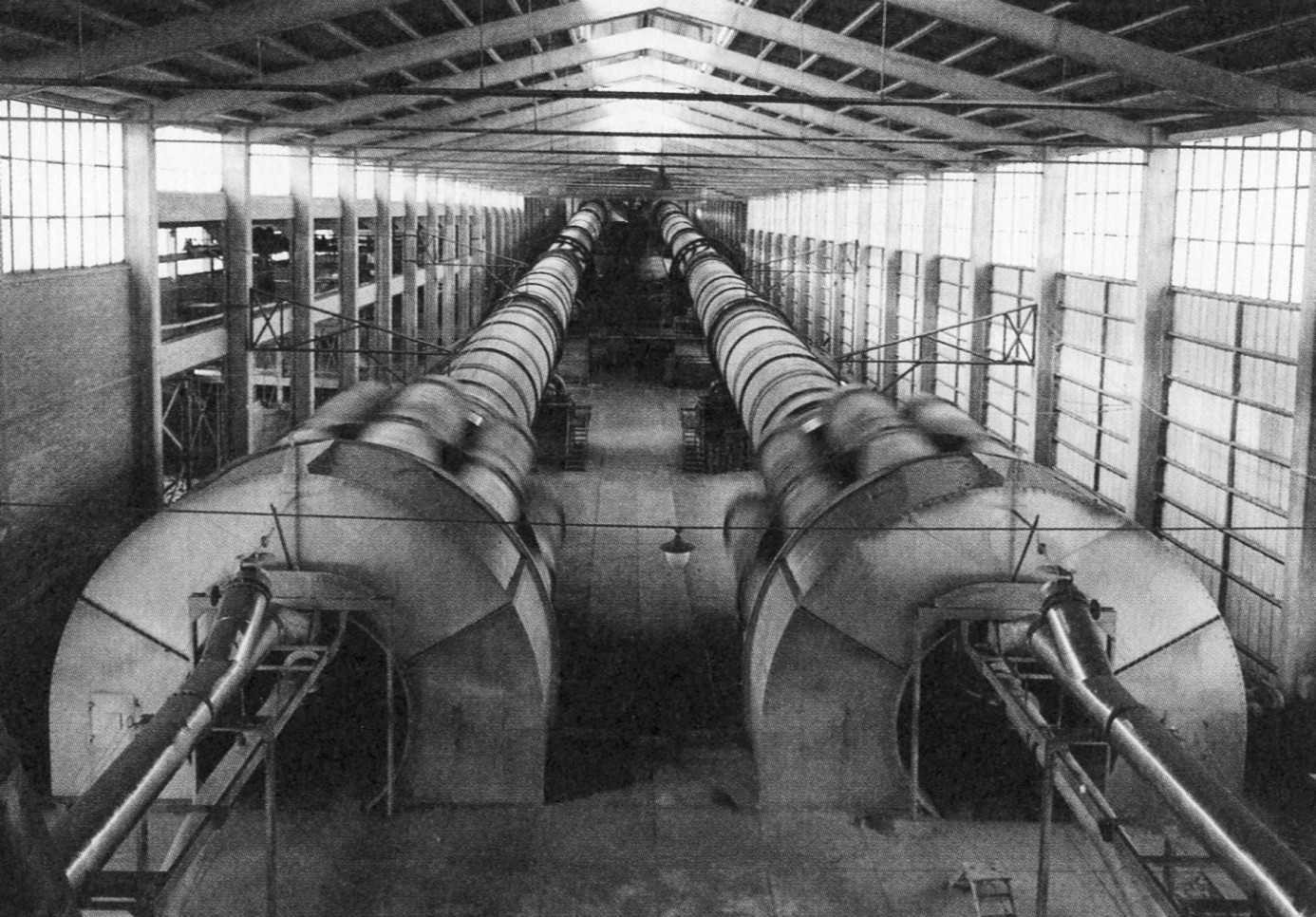
Stora Vika cementfabriks båda roterugnar i drift på 1950-talet.

Cement (latin cæmentum, murbruk) är ett bindemedel, vilket kännetecknas av att det hårdnar genom reaktion med vatten till en produkt som ej är löslig i vatten. Den framställs genom uppvärmning av en blandning av kalksten och lera till en temperatur av 1 450 °C.  Blandningen bör innehålla 79-81 procent kalciumkarbonat. En annan typ av cement är aluminatcement som tillverkas av cirka 50 procent kalksten och cirka 50 procent bauxit. Cement används främst till olika slags byggnadsarbeten och är en viktig ingrediens i betong och murbruk.

## Historia

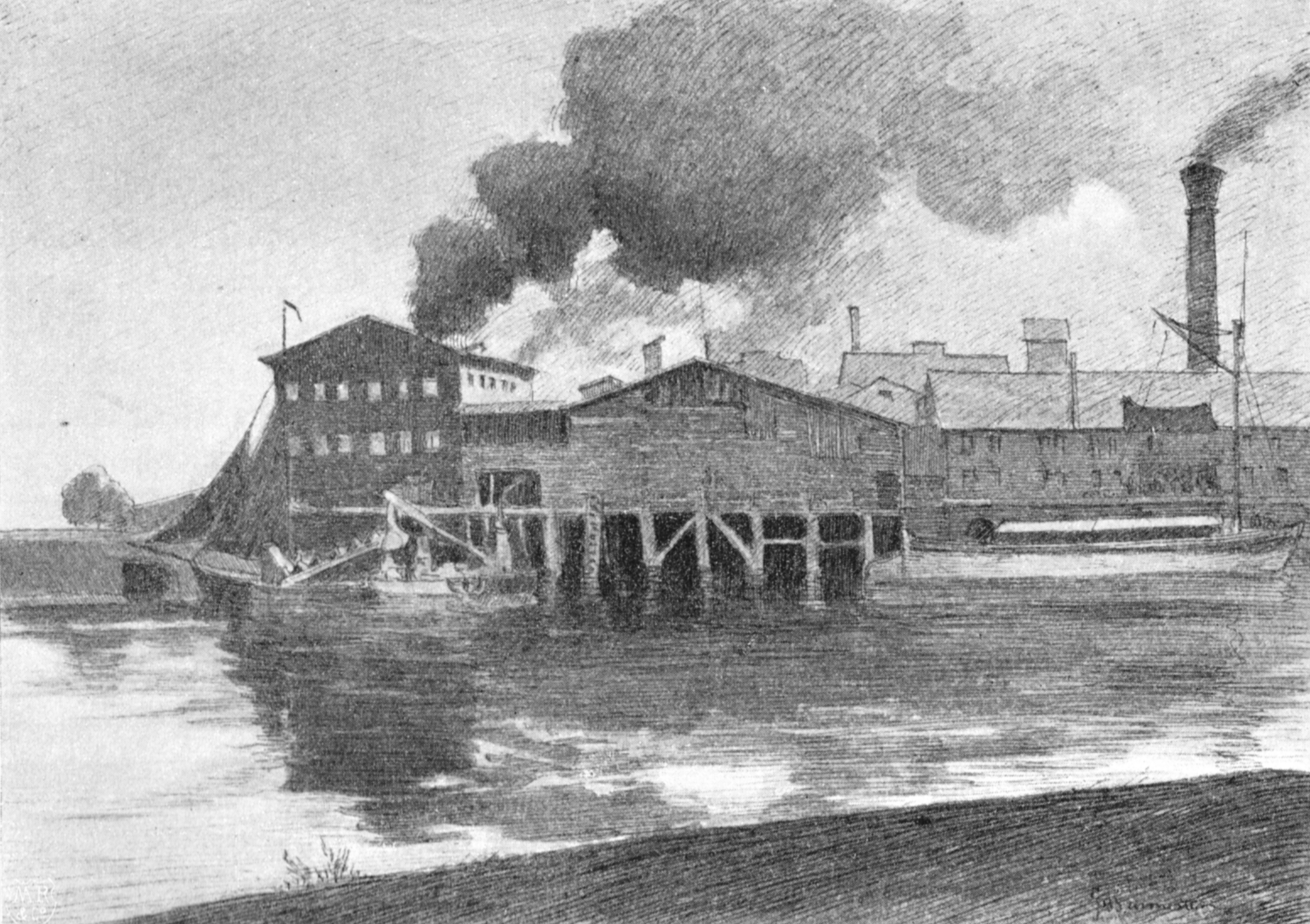
Alsensche Portland-Zementfabrik i Tyskland, 1895

Redan före vår tideräkning använde sig romarna av cement- och betonglika material vilka de kallade concretum - därav det engelska ordet concrete. Byggnadsverken kallades Opus caementicium, varifrån det svenska ordet cement härstammar. 
Romarnas kunnande gick förlorat vid tiden för Romarrikets fall och tekniken var bortglömd fram till 1414, när man i ett schweiziskt kloster hittade Vitruvius verk. Tack vare Vitruvius verk vet man vilka beståndsdelar den romerska cementen bestod av: en blandning av släckt kalk, kiselsyra, aska, vulkanisk sand och tegelmjöl. Detta material kallas idag puzzolaner efter halvön Pozzuoli där romarna vid tiden utvann den vulkaniska askan. Vid tillsats av vatten uppstår en kemisk reaktion som bildar kalciumsilikathydrat. Reaktionen sker även under vatten. Eftersom vatten är den behövliga komponenten för cementens härdning talar man om hydraulisk cement.
Romarna lärde sig senare att även använda santorinen, en liknande vulkanisk aska från Santorini. 1682 byggde en holländare vid namn Santen vid Rhen en kvarn, där han malde den andernachska tuffen till ett pulver, som användes till ett vattenmurbruk, först i Nederländer och sedan i Frankrike, Tyskland, Sverige och på andra håll. Holländarna kallade den pulvriserade tuffstenen "tyrass", vilket kom att ge bruket namnet trass. I takt med att andra länder försökte hitta egna liknande material upptäckte man att flera andra kalkstensarter hade liknade förmåga att hårdna under vatten, men man förstod inte bakgrunden. John Smeaton var den förste som kom att upptäcka cementens hemlighet. 1755 hade fyrbåken i trä vid Eddystone på nytt förstörs av en storm, och man sökte nu ett hållfast murbruk att uppföra en ny fyr i sten. Han ville undvika att använda puzzolanan, och sökte efter andra liknande stenar. Sedan Vitruvii tid hade man varit i föreställningen att den renaste kalkstenen var den bästa. Smeaton fick höra talas om att en kalksten från Aberthaw lämnade ett murbruk som hårdnade bättre än vanlig kalk och dessutom stod emot vattnet bättre. 1756 lät han undersöka kalkens kemiska natur, och upptäckte då att orena kalkstenar, som innehöll lera. Efter noggranna undersökningar fanns man dock att vanlig kalksten vanligen innehöll upp till 12 % lerhalt vid bränningen. Lerhalt på 12 till 18 % gav en gråkalk med svaga hydrauliska egenskaper, en lerhalt på 18 till 30 % gav en hydraulisk kalk, medan lerhalter på över 30 % gjorde att kalken inte kunde släckas till pulver. Då man dock i stället malde kalken till ett pulver och blandade ut dem med vatten hårdnade till en deg, som hårdnade mycket hastigt och även motstod vatten lika bra som puzzolana-cementen. Engelsmannen James Parker var den första att framställa en sådan blandning, och kallade den romersk cement eller roman-cement. Fransmannen Louis Vicat var den förste att framställa en konstgjord blandning av lera och kalksten för att framställa roman-cement.
Portlandcement är den egentliga beteckningen på dagens cement, patenterad 1824 av Joseph Aspdin. Aspdin lyckades inte producera bra cement. Det var engelsmannen Isaac Charles Johnson som utexperimenterade blandningar och bränningstemperatur. Namnet knyter an till halvön Portland i England, då cementens färg är lik portlandsten, en välkänd byggnadssten. Redan under slutet av 1820-talet uppstod i England de första cementfabrikerna, och fram till 1850 dominerade England fullständigt cementmarknaden. Kort därefter anlades dock en fabrik i Boulogne i Frankrike, och 1855 tillkom den första tyska fabriken i Züllehow utanför Stettin, och under slutet av 1800-talet blev Tyskland den dominerande cementtillverkaren, vid sekelskiftet 1900 fanns omkring 140 fabriker i landet.
Den första svenska cementfabriken grundlades år 1872 i Lomma i Skåne och vid sekelskiftet 1900 fanns sju cementfabriker i landet.
Dagens cement tillverkas huvudsakligen av en blandning av finmalen kalksten och lera som bränns till cementklinker (små kulor) i roterande ugnar vid en temperatur upp mot 1 450 °C och är energikrävande. I Limhamnsfabriken gick det år 1910 åt 3 500 kcal per kilo cement, år 1940 var motsvarande siffra 1 400 kcal. Efter kylning mals cementkulorna till pulver. Därefter tillsätts fem procent gips för att hämma cementens bindning till ett fint pulver som saluförs som cement av olika kvalitéer.

### Historik i Sverige
I Sverige ökade antalet cementfabriker under slutet av 1800-talet. Det har funnits 15 anläggningar för tillverkning av portlandcement med följande verksamhetsår: Lomma 1873-1905, Limhamn 1889-1978, Visby cementfabrik 1884-1940, Ölands cement i Degerhamn 1888-2019, Hellekis cementfabrik 1892–1978, Maltesholms cementfabrik 1899-1928, Klagshamn 1902-1939, Ivö 1908-1940, Vallevikens cementfabrik 1917, Slite Cement och Kalk 1919-, Gullhögens bruk i Skövde 1925-, Hidinge i Örebro län 1932-1966, Köping 1941-1978 och Stora Vika cementfabrik i Nynäshamns kommun 1949-1980. Idag återstår två av dessa, nämligen i Slite och i Skövde.

## Cement enligt europastandard EN 197
Europastandarderna för cement är:

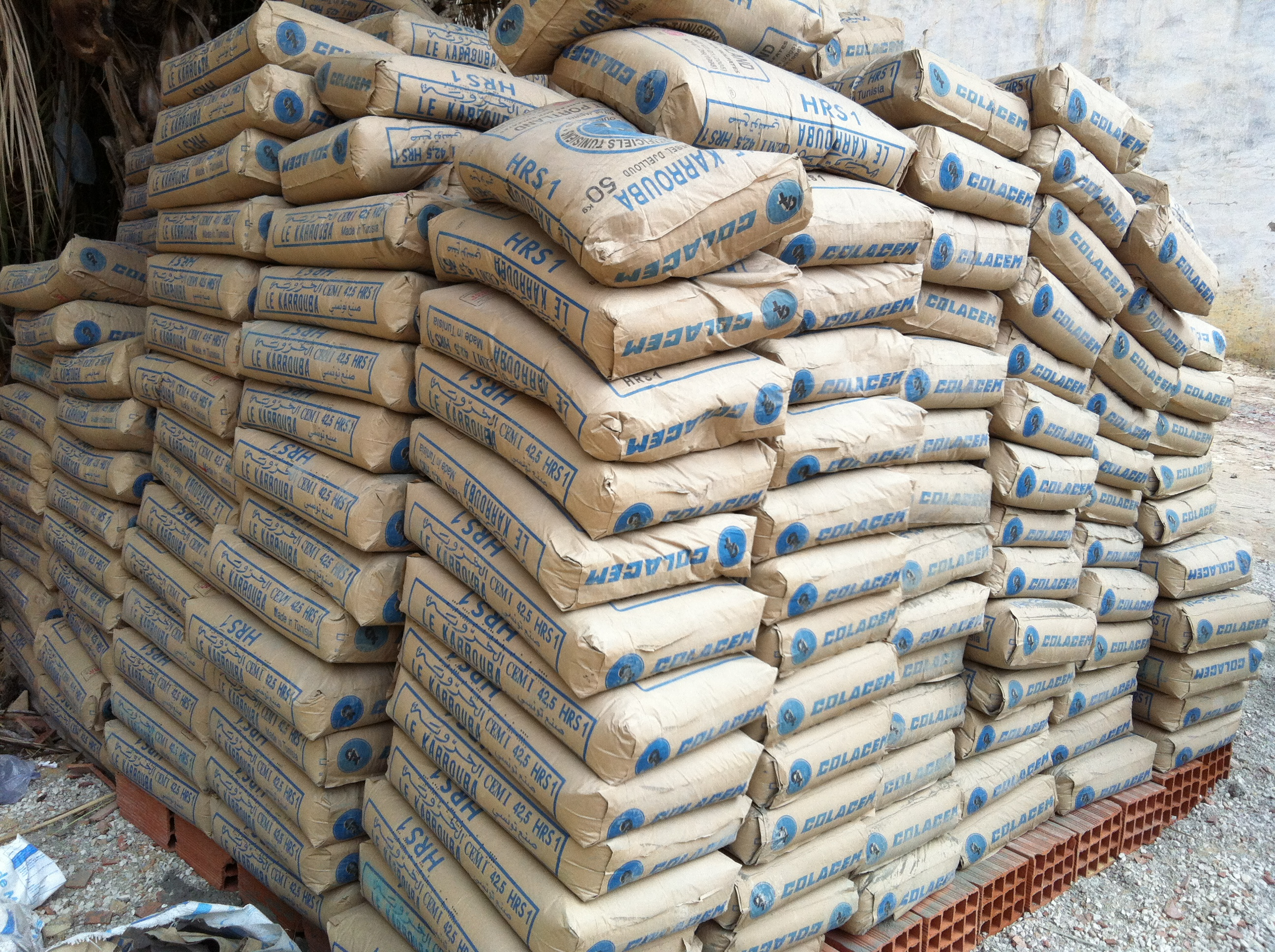
Cement i papperssäckar.

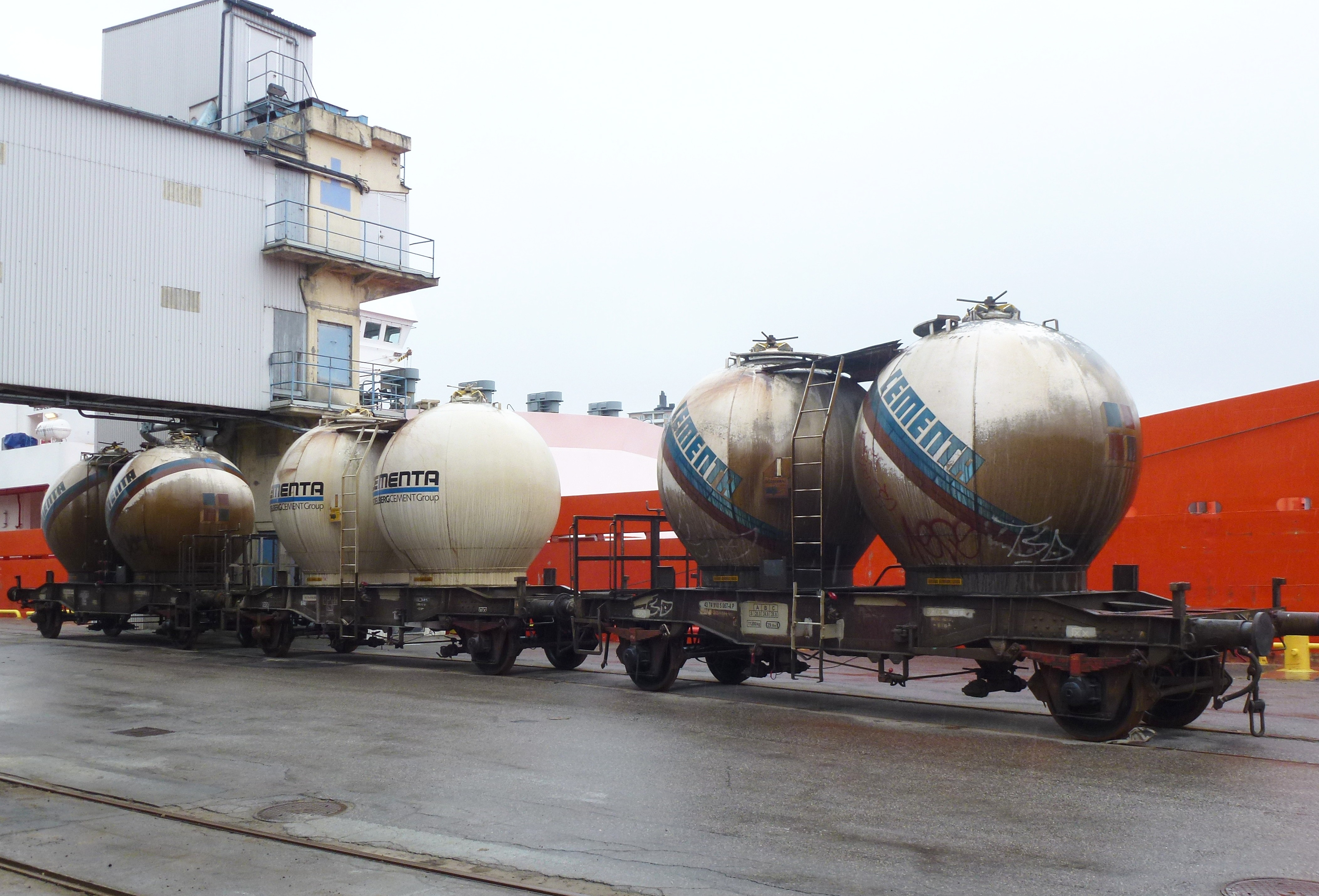
Godsvagnar för transport av cement i lösvikt.

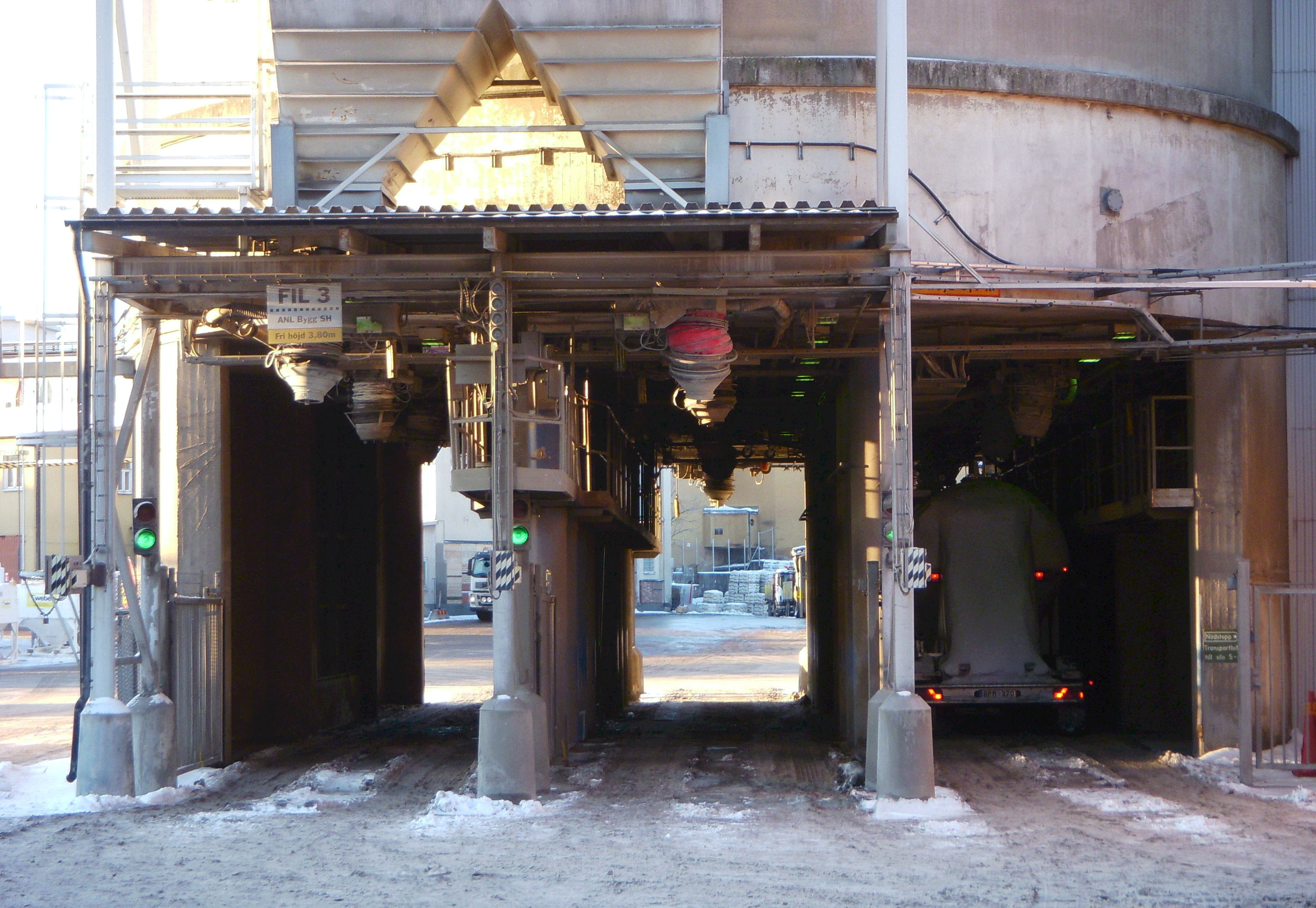
Automatisk påfyllningsstation för cement i lösvikt.

- EN 197-1 Cement Del 1: Sammansättning och fordringar för ordinära cement
- EN 197-2 Cement Del 2: Utvärdering av överensstämmelse
- EN 197-4 Cement Del 4: Sammansättning, fordringar och kriterier för överensstämmelse för slaggcement med låg tidig hållfasthet.

Cement som används till byggnader och anläggningar i Sverige skall vara CE-märkt.
Cementen är indelad i fem huvudtyper:
- CEM I är en ren portlandcement.
- CEM II Portland-kompositcement som innehåller minst 65 % portlandklinker.
- CEM III innehåller minst 20 % och som mest 65 % portlandcement och resterande är masugnsslagg.
- CEM IV Puzzolant cement (inte vanligt i Sverige)
- CEM V Kompositcement (inte vanligt i Sverige)

Det finns tre olika hållfasthetsklasser, för var och en av dem finns tre klasser för tidig hållfasthet.
32,5 42,5 och 52,5 är normtryckhållfastheten efter 28 dygn i MPa. L (low), N (normal) och R (rapid) är klassen för tidig hållfasthet.
Exempel på hållfasthetsklasser:
- 32,5 L Låg tidig hållfasthet.
- 42,5 N Normal tidig hållfasthet.
- 52,5 R Hög tidig hållfasthet.

Beteckningen kan då bli till exempel CEM I 52,5 R eller CEM II 42.5 R.
Kopplingen mellan cementhållfasthetsklasserna och CEM klasserna i Eurokoderna, SS-EN 1992-1-1, är denna:
- CEM klass S (slow, långsamhärdande) CEM 32,5 N
- CEM klass N (normal, normalhärdande) CEM 32,5 R, CEM 42,5 N
- CEM klass R (rapid, snabbhärdande) CEM 42,5 R, CEM 52,5 N, CEM 52,5 R

Beteckningen kan ytterligare byggas på genom att ange andra egenskaper.
- CEM I - SR 0 (Sulfatresistent portlandcement (med C3A innehåll = 0 %)
- CEM I - SR 3 (Sulfatresistent portlandcement (med C3A innehåll ≤ 3 %)
- CEM I - SR 5 (Sulfatresistent portlandcement (med C3A innehåll ≤ 5 %)

Sulfatresistent masugnscement: 
- CEM III/B-SR (Sulfatresistent portlandcement (med utan krav på C3A-innehåll)
- CEM III/C-SR (Sulfatresistent portlandcement (med utan krav på C3A innehåll)

Sulfatresistent puzzolancement: 
- CEM IV/A-SR  (Sulfatresistent puzzolant cement (med C3A innehåll ≤ 9 %)
- CEM IV/B-SR  (Sulfatresistent puzzolant cement (med C3A innehåll ≤ 9 %)

För cement med låg värmeutveckling (maximalt 270 kJ/kg vid 7 dygn) finns en tilläggsbeteckning LH:
- CEM I 42,5 N - LH
- CEM I 42,5 N - LH/SR 0
- CEM III/B 32,5 N - LH/SR

Totalt finns 27 typer av vanliga cement.

## Olika cement
- Bascement är det som vanligen används. Består av portlandcement sammansatt med 13 % flygaska. Bascementen har ersatt den gamla byggcementen, CEM II/A-V 52,5 N.
- Kalkcement är en blandning av portlandcement och kalciumhydroxid. Ofta använt till murbruk.
- Keenes cement patenterad av Richard Wynn Keene år 1838. Gips brännes vid 170 °C, krossas, får sedan ligga i en cirka 10-procentig alunlösning i ett dygn. Brännes därefter i en temperatur av 200 - 400 °C. Härdar på några minuter. Kan liksom marmor poleras till hög blankhet.
- Medinacement samma egenskaper som romancement.
- Pariancement framställes som Keenes cement men en boraxlösning användes istället för en alunlösning.
- Parkercement en annan benämning för hydraulisk kalk. En produkt som brännes vid lägre temperatur än portlandcement, och har lägre hållfasthet.
- Puzzolancement en blandning av kalciumhydroxid och puzzolan, en vulkanisk bergart.
- Romancement ett snabbhärdande cement
- Sorelcement magnesiumoxid blandas med en lösning av magnesiumklorid i vatten. Användes till kvarnstenar och till golv.
- Snabbhärdande portlandcement används i betongelementindustrier eller vid övriga gjutningar när man önskar en tidig formrivning, CEM I 52,5 R.
- Slaggcement tillverkas genom malning av granulerad hyttsand, men även från andra snabbt nedkylda slagger. Standardiserade produkter återfinns under bland annat namn som Cem III. De är klassificerade efter sitt behov av cement (Initial alkalimiljö för att reagera). De ger något långsammare hållfasthetstillväxt, en lägre värmeutveckling, mycket bra sulfidresistens. Produkten är mycket bra sett ur hållbarhetsperspektiv. Väldigt vanlig i Europa där byggindustrin avancerat med respekt till både prisutveckling och CO-avtrycket.
- Anläggningscement är en cement med långsammare härdning, vilket ger en lägre värmeutveckling, som är sulfatresistent och lågalkalisk, CEM I 42,5 N - SR 3 som uppfyller kraven i SS 134202 och SS 134203.
- Vitcement är en portlandcement som har lägre alkaliska egenskaper, tillverkas av renare råvaror samt bränns och mals på ett särskilt sätt. Vitcement används bland annat vid gjutning av terrazzo
- Aluminatcement även kallat smältcement, ciment fondu, uppfanns i Frankrike 1908 och började 1912 marknadsföras av Lafarge. I mitten av 1920-talet började aluminatcement användas i Sverige då AB Vallvikens Cementfabrik började tillverka det under namnet Valle Smältcement. Aluminatcement har ett snabbt härdningsförlopp med en betydligare högre värmeutveckling än portlandcement samt erhåller i stort sett den slutliga hållfastheten efter ett dygn. Aluminatcement användes i Sverige åren 1925 till 1941 och var gjutningsbar även vintertid vid sträng kyla, men kan ha förlorat 90 procent av styrkan efter cirka 30 år. Det är beroende av vattencementtalet, är det så lågt som 0,4 försämras inte hållfastheten med tiden. Men många gånger hade man för lite cement i betongen och för högt vct. Aluminatcementen tål höga temperaturer (1 500–1 600 °C) och används vid gjutning av eldfasta komponenter till eldstäder och insatser i värmepannor. Aluminatcement är ingrediensen till eldfasta bruk och avjämningsmassor för golv, så kallade flytspackel.
- Fosfatcement bildas när oxider, hydroxider eller basiska salter reagerar med fosforsyra. Vissa typer av fosfatcement har hög tryckhållfasthet (cirka 200 MPa), och används som dentalcement och som eldfast cement [8].

## De större cementproducenterna

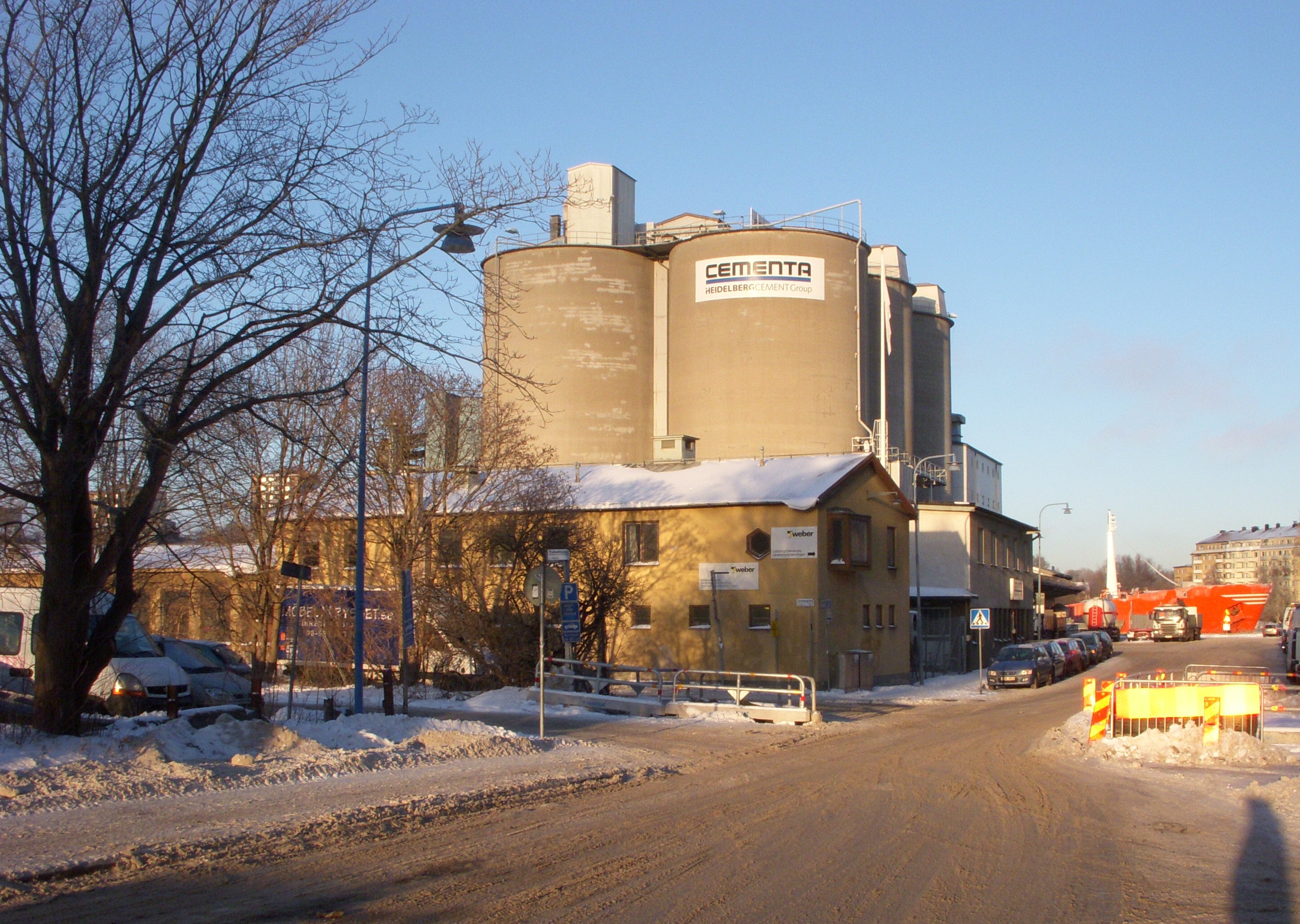
Cementsilo på Cementa, Liljeholmen.

| Position | Land     | Produktion (1000 ton) | Position | Land         | Produktion (1000 ton) |
| -------- | -------- | --------------------- | -------- | ------------ | --------------------- |
| 1        | Kina     | 813 190               | 11       | Brasilien    | 34 032                |
| 2        | Indien   | 115 932               | 12       | Tyskland     | 33 409                |
| 3        | USA      | 94 329                | 13       | Thailand     | 32 628                |
| 4        | Japan    | 68 520                | 14       | Indonesien   | 28 956                |
| 5        | Sydkorea | 60 720                | 15       | Egypten      | 28 740                |
| 6        | Italien  | 43 920                | 16       | Saudiarabien | 23 000                |
| 7        | Ryssland | 42 204                | 17       | Vietnam      | 22 600                |
| 8        | Spanien  | 42 000                | 18       | Frankrike    | 20 000                |
| 9        | Turkiet  | 35 076                | 19       | Taiwan       | 18 474                |
| 10       | Mexiko   | 34 176                | 20       | Malaysia     | 17 160                |